# Schauinsland
Le Schauinsland est une montagne culminant à 1 284 m d'altitude dans la Forêt-Noire. Il est situé à environ 10 km au sud-est du centre-ville de Fribourg-en-Brisgau.

## Toponymie
Le nom se traduit en allemand par « regarde dans le pays ». Du fait d'un grand nombre de mines d'argent dans le secteur, la montagne était autrefois connue sous le nom d'Erzkasten (« boîte à minerai »), puis apparut le nom de Schouwesland pour la première fois en 1347.

## Géographie
La montagne appartient au district de Fribourg, et est entourée des petites villes d'Oberried, Munstertal, Bollschweil et Horben.

## Histoire
L'exploitation de gisements d'argent, de plomb et de zinc fut pratiquée à proximité du sommet pendant plus de 700 ans. La dernière mine ferma en 1954 pour raisons économiques.
Depuis 1984, la route Schauinslandstraße est fermée aux motos entre le 1er avril et le 1er novembre, ainsi que les weekends et jours fériés.
Depuis 2002, le sommet et ses environs sont protégés par la création d'une réserve naturelle comprenant une superficie de 1 054 ha.

## Activités

### Observatoires
Le sommet accueille un télescope solaire, utilisé actuellement uniquement dans un but éducatif. Une station d'étude de la qualité de l'air a été également installée au sommet, la même année (1943). Depuis 1957 une station de mesure de la radioactivité naturelle et artificielle y a aussi été ouverte.

### Tourisme
Il s'agit d'une destination appréciée pour les habitants de la région. En automne particulièrement, lors d'un phénomène d'inversion des températures, une vue claire des montagnes des Vosges est permise depuis le sommet, voire de larges portions des Alpes suisses. Le sommet fait partie d'une réserve naturelle. La randonnée, le ski, le vélo de montagne et aussi le parapente y sont beaucoup pratiqués. En hiver, la luge y est aussi pratiquée sur une piste de 200 m de long.

### Schauinslandbahn
Le plus long téléphérique d'Allemagne rejoint le sommet depuis Fribourg (gare de Horben). La remontée mécanique gravit 746 m et une distance de 3 600 m en près de vingt minutes. Les 37 cabines 10-places peuvent transporter jusqu'à 700 personnes par heure, ou 240 000 par an. Lors de sa construction d'origine en 1930 il s'agissait de la première du genre. La gare de départ peut être atteinte par une ligne de bus de la ville de Fribourg. Certains hivers, quand le niveau d'enneigement est suffisant, le téléphérique peut être utilisé pour la pratique du ski : à près de 300 mètres du parking Rotlache et en dessous de la gare d'arrivée, la piste « eau froide » débute, pour 8 kilomètres de longueur. Il s'agit alors de la plus longue de toute la Forêt-Noire.

### Domaines skiables
En plus de la piste reliant Fribourg, trois petits domaines skiables sont situés dans les proches environs du sommet. Quoique intégrés dans la communication du Schauinsland, ils ne sont pas reliés entre eux autrement que par la route.
Hofsgrund
Ce domaine, le plus proche du sommet, est situé directement dans le village. Les pistes sont aménagées sur le versant opposé de la montagne. Un téléski principal (Rotlache) dessert l'essentiel du domaine, depuis le bas du village. Il est long, et difficile à emprunter, et n'est pas connecté avec le reste du domaine. Deux courts téléskis et un fil-neige, situés dans le centre du village près du parking principal, complètent l'offre. Il est possible d'y pratiquer le  ski nocturne dans le centre. L'enneigement naturel n'est pas garanti, la saison d'exploitation est de fait courte.
Haldenköpfle
Plus loin, à quatre kilomètres du sommet et accessible par la route, ce domaine est desservi par trois téléskis de construction récente. Celui le plus long (735 m) dispose d'une ligne de pente à virage, qui a rendu nécessaire la construction d'un pilone avec jeu de poulies peu commun. 60 % du domaine peut être enneigé artificiellement. La pratique du ski nocturne y est possible sur 3 km de pistes, du mardi au vendredi de 19 h à 21 h 50.
Notschrei
Notschrei est situé encore plus loin, au niveau du col Notschreihöhe à cinq kilomètres du sommet, et à proximité de la station de Muggenbrunn. Le plus petit des trois domaines fait partie du Liftverbund Feldberg.

### Liens externes

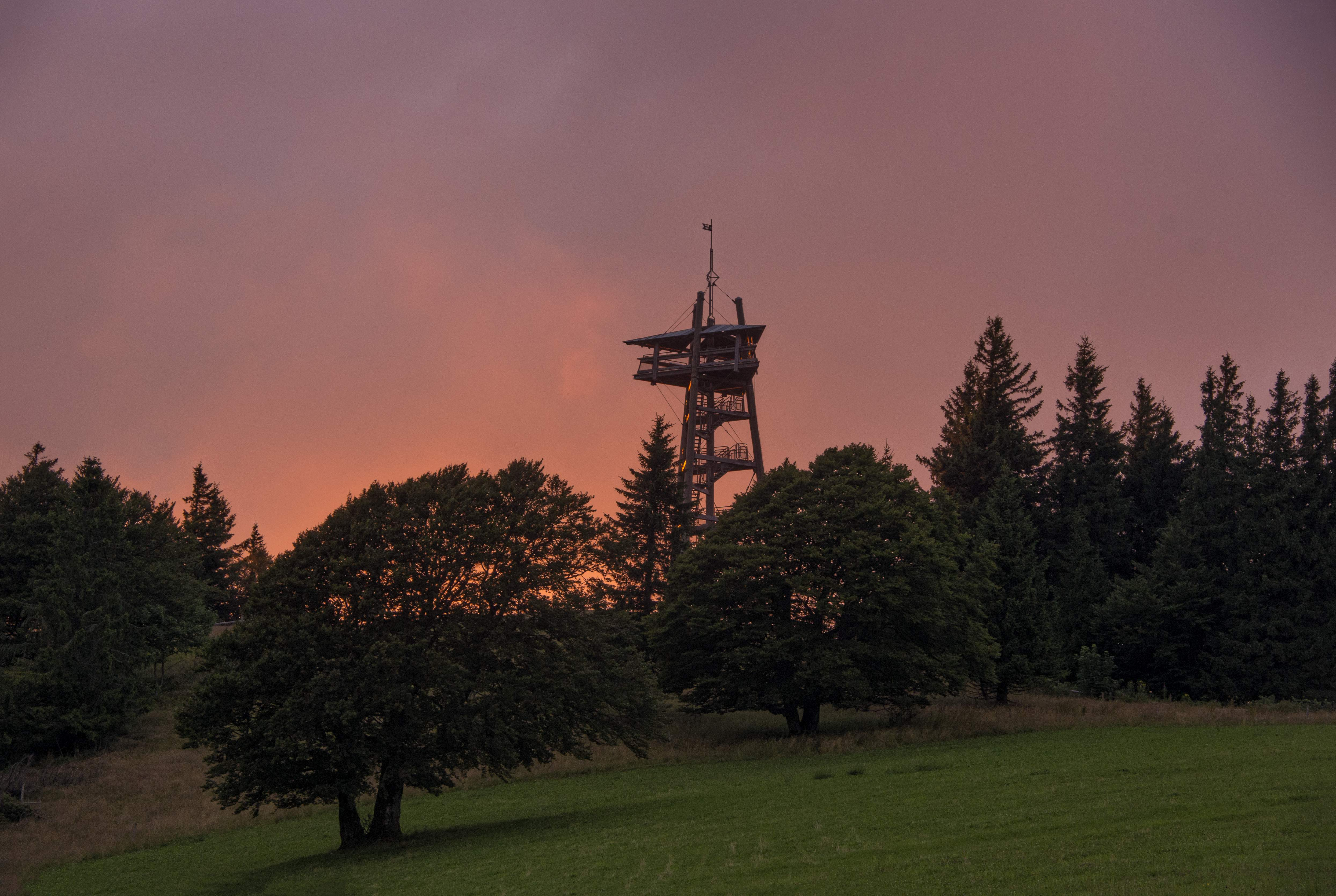
La tour Eugen Keidel, au sommet du Schauinsland.